# Това го знае всяко хлапе
„Това го знае всяко хлапе“ е телевизионно състезание. Излъчва се по bTV всеки делник от 18:00 часа. Водещи до средата на първи сезон са продуцентите на шоуто Иван Христов и Андрей Арнаудов, а след това до спирането му са Деян Славчев и Димитър Павлов. В предаването участват деца („хлапета“) от 5-и и 6-и клас. Участниците трябва да отговарят на въпроси от първи до пети клас включително.
Участниците си избират 1 помощник за всеки 2 въпроса, но когато им свършват „пищовите“, трябва да продължат сами. Ако успеят да отговорят на всичките 10 въпроса, които са в 10 категории, участниците отговарят на още един въпрос за 36 000 лв., който също е от материала, изучаван от първи до пети клас.
Предаването спира да се излъчва през февруари 2009 г. поради прекратяване на взаимоотношенията между продуцентите Междинна станция и bTV.

## Сумите
| 1  | 2   | 3   | 4   | 5   | 6   | 7    | 8    | 9    | 10   | 11                                        |
| 50 | 100 | 150 | 200 | 250 | 500 | 1000 | 1500 | 2000 | 3000 | 18 000 (първи сезон) 36 000 (втори сезон) |

## Жокери (Пищови)
- препиши (участникът не отговаря, а разчита само на хлапето до себе си)
- надникни (поглежда в „тетрадката“ на хлапето до себе си)
- спасен (ако участникът сгреши отговора на някой въпрос, а хлапето до него е отговорило правилно, той продължава участието си)

## Хлапета

### Първи сезон
- Анелия Първанова (Ани)
- Борислав Господинов (Боби)
- Дели Алън (Дели)
- Денис
- Джем Деянов
- Иоан Карамфилов
- Йоанна Вутова
- Константин Георгиев (Косьо)
- Моника Младенова
- Надежда Митрева (Надето)
- Симона Михайлова (Мони)

### Втори сезон
- Георги (Жоро)
- Деспина Балабанова (Деспина)
- Деян
- Емануела (Ема)
- Йордан (Йор)
- Катерина (Кети)
- Кристиан (Крис)
- Магдалена (Маги)
- Михаил (Мишо)
- Петко
- Радослава (Рачето)
- Цветан (Цецо)